# At the Drive-In
At the Drive-In – amerykańska grupa muzyczna wykonująca post hardcore. Zespół został założony w 1993 roku przez gitarzystę Jima Warda i wokalistę Cedrica Bixler-Zavalę. Pierwszy koncert odbył się 15 października 1994 roku w Loretto High School Fair w El Paso, w Teksasie.
Grupa została rozwiązana w 2001 roku z dorobkiem trzech albumów studyjnych. W 2012 roku formacja wznowiła na krótko działalność dając szereg koncertów. W 2016 roku grupa ponownie została reaktywowana.

## Muzycy
Obecny skład zespołu
- Cedric Bixler-Zavala – wokal prowadzący, gitara, instrumenty perkusyjne (1993–2001, 2012, od 2016)
- Omar Rodríguez-López – gitara basowa (1995–1996), gitara, wokal wspierający, instrumenty perkusyjne (1997–2001, 2012, od 2016)
- Paul Hinojos – gitara basowa (1996–2001, 2012, od 2016)
- Tony Hajjar – perkusja (1996–2001, 2012, od 2016)
- Keeley Davis – gitara, wokal wspierający (od 2016)

Byli członkowie zespołu
- Jim Ward – gitara, wokal (1993–1996, 1997–2001, 2012), instrumenty klawiszowe (1998–2001, 2012)[3]
- Kenny Hopper – gitara basowa (1994–1995)
- Jarrett Wrenn – gitara (1994–1995)
- Adam Amparan – gitara (1996)
- Ben Rodriguez – gitara (1996–1997)
- Bernie Rincon – perkusja (1994)
- Davy Simmons – perkusja (1995)
- Ryan Sawyer – perkusja (1996)

## Dyskografia

### Albumy studyjne
- Acrobatic Tenement (1996)
- In/Casino/Out (1998)
- Relationship of Command (2000)

### Minialbumy
- Hell Paso (1994)
- Alfaro Vive, Carajo! (1995)
- El Gran Orgo (1997)
- Vaya (1999)

### Single
- "Rolodex Propaganda" (2000)
- "One Armed Scissor" (2000)
- "Rolodex Propaganda" (2001, gościnnie Iggy Pop)
- "Invalid Litter Dept." (2001)

### Kompilacje
- This Station Is Non-Operational (2005)